# Уэлби, Джастин
Джастин Портал Уэлби (англ. Justin Portal Welby, род. 6 января 1956, Лондон) — британский духовный деятель. Архиепископ Кентерберийский с 21 марта 2013 года по 6 января 2025 года. 
На фоне скандала, вызванного тем, что Церковь Англии обвинялась в бездействии в связи с делом юриста Джона Смайта, обвинявшегося в насилии явно сексуального характера в отношении почти сотни детей, скончавшегося в 2018 году и так и не представшего перед судом, объявил о намерении уйти в отставку 6 января 2025 года, после чего официальный функции архиепископа Кентерберийского до того, как будет назван его преемник, будут делегированы архиепископу Йоркскому.

## Биография
Его дед по отцовской линии Бернард Веллер был евреем, эмигрировавшим в Англию из Германии, торговцем предметами роскоши, изменившим еврейскую фамилию на английскую — Уэлби. Оба родителя, мать Джейн Джилиан Портал и отец Гэвин Брамхолл Джеймс Уэлби (при рождении Бернард Гэвин Веллер), были алкоголиками. Семья распалась в 1959 году, и трёхлетний Джастин остался под опекой отца. В 1977 году последний умер от болезни, вызванной алкоголизмом.
Окончил начальную школу Св. Петра, Итонский колледж и Тринити-колледж, в котором изучал историю и юриспруденцию. В течение 11 лет работал в нефтяной отрасли: первые 5 лет работал в Париже в компании Elf Aquitaine, а затем в течение 6 лет в Лондоне в Enterprise Oil в качестве управляющего финансами, занимаясь преимущественно проектами на Северном море и Западной Африке. В 1983 году в автокатастрофе погибла его семимесячная дочка. А шестью годами позднее (в 1989 году) Уэлби покинул руководящий пост, мотивируя уход тем, что «ощутил» призыв Бога к пасторскому служению.
Ещё в период работы в нефтяной отрасли Джастин Уэлби стал мирским руководителем церкви Св. Троицы в Бромптоне (Лондон). C 1989 по 1992 год учился на теолога и готовился к принятию сана в колледже Св. Иоанна (Даремский университет), где он получил пасторский диплом и диплом бакалавра, специализируясь на этике. После того как в 1992 году он был рукоположен в диакона, служил 15 лет в Ковентрийской епархии. В этот период он был викарием в Храме Всех Святых и в Храме Девы Марии в Нанитоне (с 1992 по 1995), а затем ректором в церкви Св. Иакова и викарием в храме Св. Михаила (с 1995 по 2002).
Назначен на должность архиепископа Кентерберийского. Он вступил в должность 21 марта 2013 года. Обращаясь 5 июля 2013 года к руководству Англиканской Церкви, заявил, что недавние дебаты об однополых браках показывают, что Церковь «рискует оказаться идущей не в ногу с меняющимся обществом», что церковные лидеры должны пересмотреть своё отношение к гомосексуалам «даже если им это не нравится». Он подчеркнул, что «нравится нам или нет, но мы должны принять, что в области сексуальности произошла революция», «Существует заметная враждебность в позиции Церкви, мы должны пересмотреть наш курс и осознать новый контекст».
В сфере межрелигиозных отношений Джастин Уэлби был покровителем межконфессионального Института Вульфа в Кембридже.
23 октября 2013 года Джастин Уэлби провёл обряд крещения принца Джорджа, сына герцога Кембриджского Уильяма и герцогини Кембриджской Кэтрин. Крещение состоялось в Королевской часовне Сент-Джеймсского дворца.
В сентябре 2022 года возглавлял поминальные и погребальные богослужения в память о Её Величестве Елизавете II.
Уэлби председательствовал на коронации Карла III и Камиллы 6 мая 2023 года. Он был первым архиепископом Кентерберийским, который председательствовал на службе коронации, примерно за семьдесят лет. Последним архиепископом, председательствовавшим на коронации, был Джеффри Фишер, председательствовавший на коронации Елизаветы II 2 июня 1953 года.